# The Manhattan Projects
The Manhattan Projects è una serie a fumetti statunitense scritta da Jonathan Hickman, disegnata da Nick Pitarra e colorata da Jordie Bellaire. La prima edizione in lingua originale è del 2012, mentre quella italiana è del 2014.

## Sinossi
La seconda guerra mondiale sta quasi per concludersi e i servizi segreti degli Stati Uniti hanno assoldato un gruppo di eminenti scienziati per lavorare al cosiddetto progetto Manhattan. I fisici Richard Feynman, Enrico Fermi, Harry Daghlian, Robert Oppenheimer, Albert Einstein e l'esperto di missilistica Wernher von Braun hanno già progettato la bomba atomica, che verrà testata sul Giappone, ma questo è solo uno dei tanti esperimenti a cui il gruppo si sta dedicando. Infatti, sotto la guida del comandante dell'esercito Leslie Groves, questi eminenti scienziati, in contatto anche con creature aliene, sono riusciti ad attivare un portale dimensionale che gli dà accesso a infiniti universi paralleli. Il governo statunitense intende però sfruttarlo per scopi ben poco pacifici.

## Personaggi storici
Il fumetto include come protagonisti o anche semplici comparse una lunga lista di personaggi realmente esistiti. Alcuni di essi sono però presentati con caratteristiche del tutto fittizie. Qui di seguito una lista parziale con una breve descrizione di come vengono rappresentati all'interno del fumetto: 
- Robert Oppenheimer: affetto da schizofrenia e dal comportamento violento e imprevedibile, è ossessionato dall'idea di accumulare sempre nuove conoscenze scientifiche. Per questa ragione si dedica al cannibalismo, convinto che mangiare la carne delle altre persone permetta di incorporarne l'anima e i saperi.
- Albert Einstein: cupo e riflessivo, è il meno intelligente del gruppo di scienziati del Progetto Manhattan, ma è anche l'unico a opporvisi in qualche misura. È lui a costruire il portale dimensionale che l'esercito statunitense vuole utilizzare come arma, tuttavia non è in grado di farlo funzionare.
- Richard Feynman: egocentrico e un po' pauroso, è il primo scienziato del gruppo a far funzionare il portale dimensionale.
- Enrico Fermi: fedele alla missione del Progetto Manhattan, ha un aspetto vampiresco, con denti aguzzi e lunghe orecchie appuntite. Viene accusato da Oppenheimer di essere filocomunista.
- Harry Daghlian: colpito da radiazioni durante un esperimento, si è trasformato in uno scheletro costretto a vivere dentro una speciale muta. Si nutre di plutonio e ha una aspettativa di vita di circa 24.000 anni.
- Wernher von Braun: passato da scienziato al servizio di Hitler a collaboratore del governo americano, è un uomo senza scrupoli. Avendo perso un braccio a causa di un incidente, lo ha sostituito con un arto meccanico.
- Leslie Groves: graduato dell'esercito statunitense, è la mente a capo del Progetto Manhattan. Di origini ebraiche, il suo unico obiettivo è la difesa del proprio Paese, scopo che lo spinge spesso ad attacchi preventivi contro il nemico. È lui a decidere lo sgancio della bomba nucleare su Hiroshima, sebbene il presidente Truman gli avesse ordinato di non farlo.
- FDR: è l'abbreviazione di Franklin Delano Roosevelt, presidente degli Stati Uniti. Morto a causa di un'emorragia cerebrale, il suo cervello viene collegato a un macchinario avveniristico che ne mantiene in vita la psiche.
- Harry S. Truman: capo di una loggia massonica e vicepresidente degli Stati Uniti, diviene presidente con la morte di Roosevelt. Appare come un uomo di poco polso, al punto da essere scavalcato nelle decisioni anche dal comandante Groves.

## Pubblicazione
La serie in lingua originale comprende 25 numeri raccolti successivamente in cinque volumi. L'edizione in lingua italiana segue la suddivisione in macro volumi.
| Titolo italiano                   | Numeri raccolti               | Data di pubblicazione italiana | ISBN                   |
| --------------------------------- | ----------------------------- | ------------------------------ | ---------------------- |
| Volume 1: Scienza Cattiva         | The Manhattan Projects #1-5   | 9 gennaio 2014                 | ISBN 978-88-9120-320-5 |
| Volume 2: Cattiva Scienza         | The Manhattan Projects #6–10  | 19 giugno 2014                 |                        |
| Volume 3: Costrutto               | The Manhattan Projects #11–15 | 19 marzo 2015                  |                        |
| Volume 4: Quattro                 | The Manhattan Projects #16-20 | 17 marzo 2016                  |                        |
| Volume 5: La Guerra Fredda        | The Manhattan Projects #21-25 | 06 ottobre 2016                |                        |
| Volume 6: Il sole oltre le stelle | The Manhattan Projects #1-4   | 11 maggio 2017                 |                        |

## Edizioni
- Jonathan Hickman, Nick Pitarra, The Manhattan Projects, volume 1, traduzione di Fabio Gamberini, Panini Comics, 2014, ISBN 978-88-912-0320-5.